# Список планетаріїв Німеччини

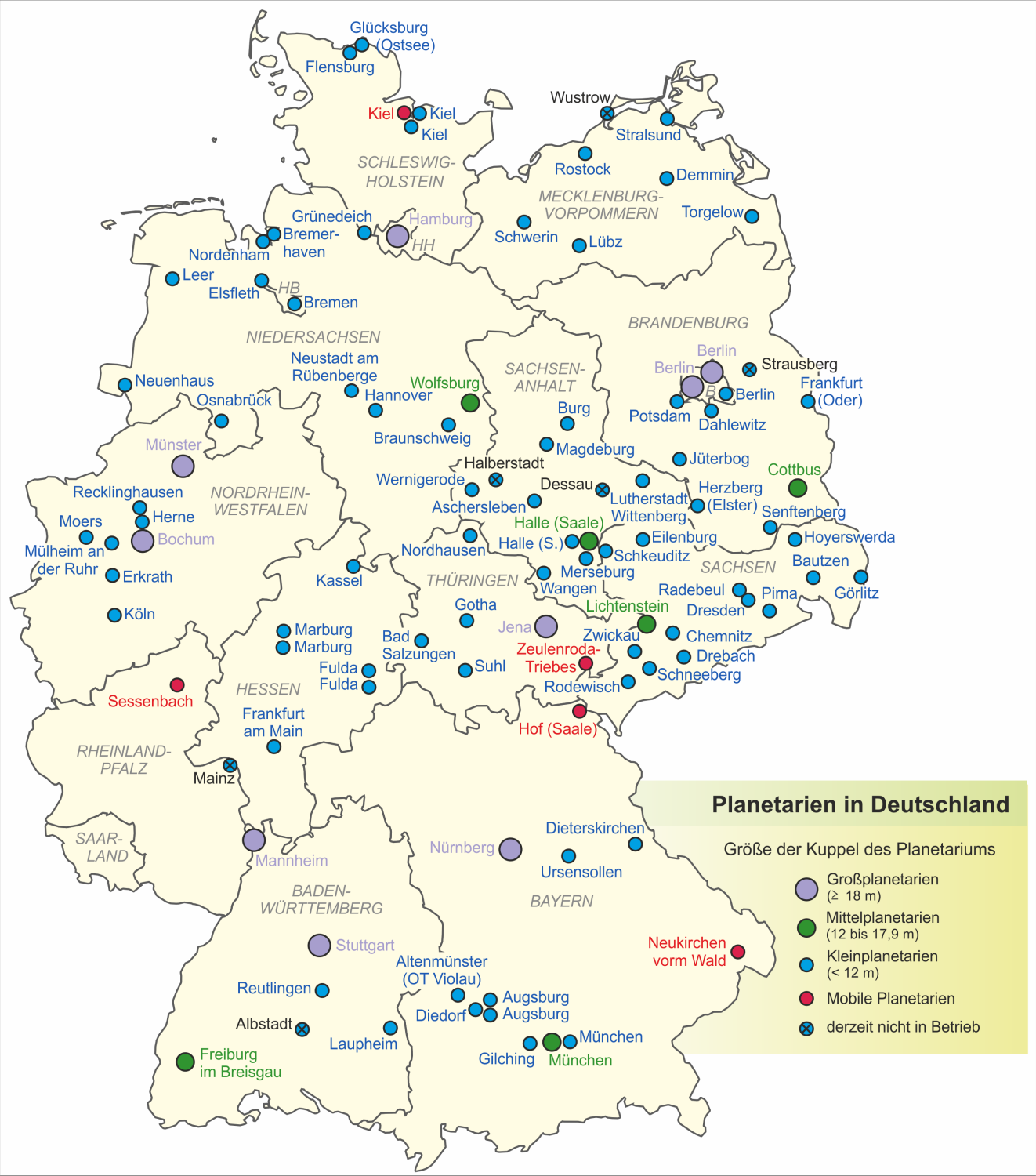
Планетарії в Німеччині за розміром

Список планетаріїв Німеччини включає всі діючі планетарії в Німеччині. Для кожного з приблизно 100 планетаріїв наведена відома інформація про дату введення в експлуатацію, тип проєктора, розмір купола, кількість і розташування місць. Окремий список охоплює колишні планетарії.
У Німеччині є планетарії різноманітних розмірів, від кількох місць до 300 місць. Відповідно, кількість відвідувачів також сильно різниться, великі планетарії залучають кілька сотень тисяч відвідувачів на рік.

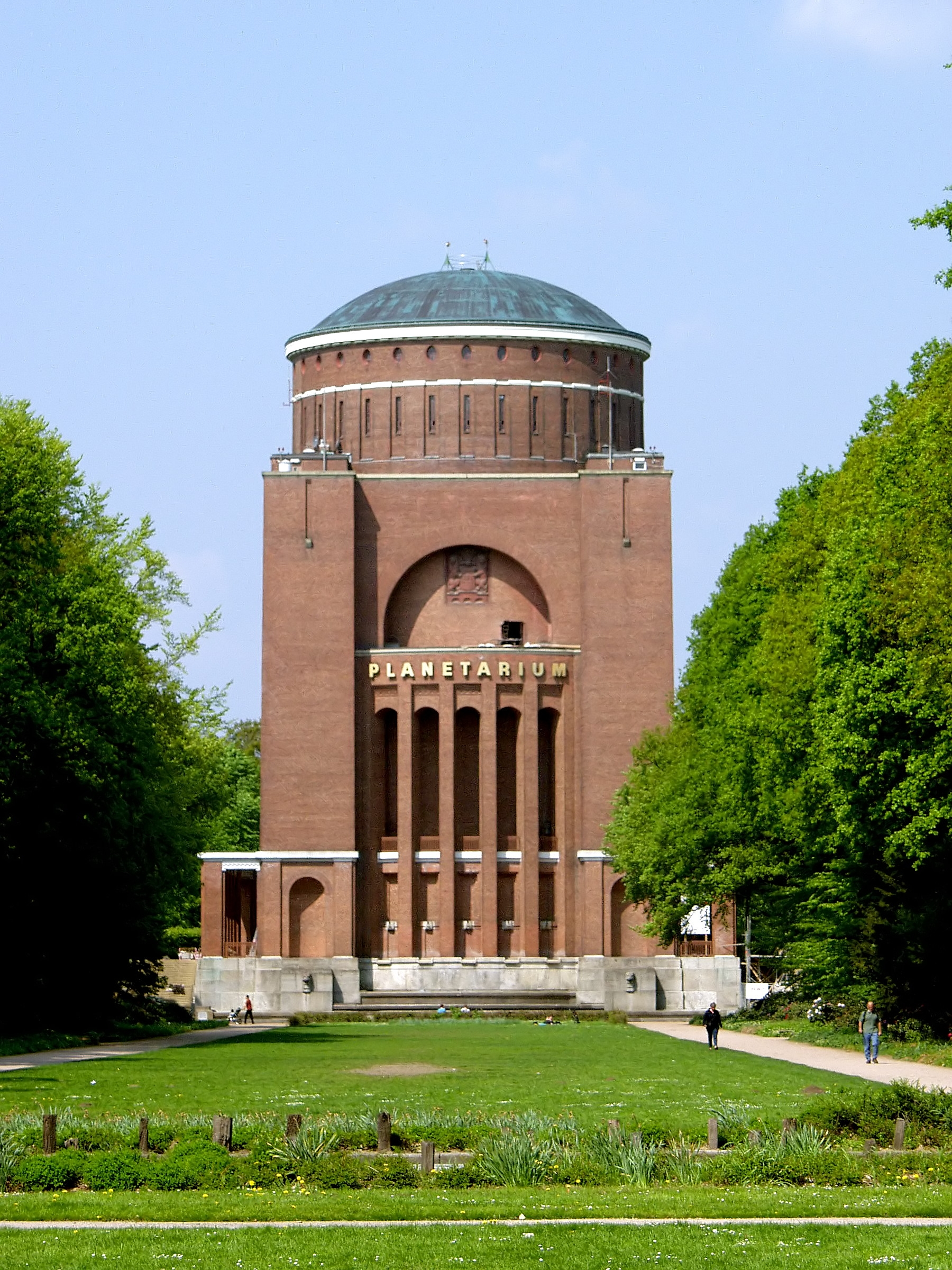
Гамбурзький планетарій

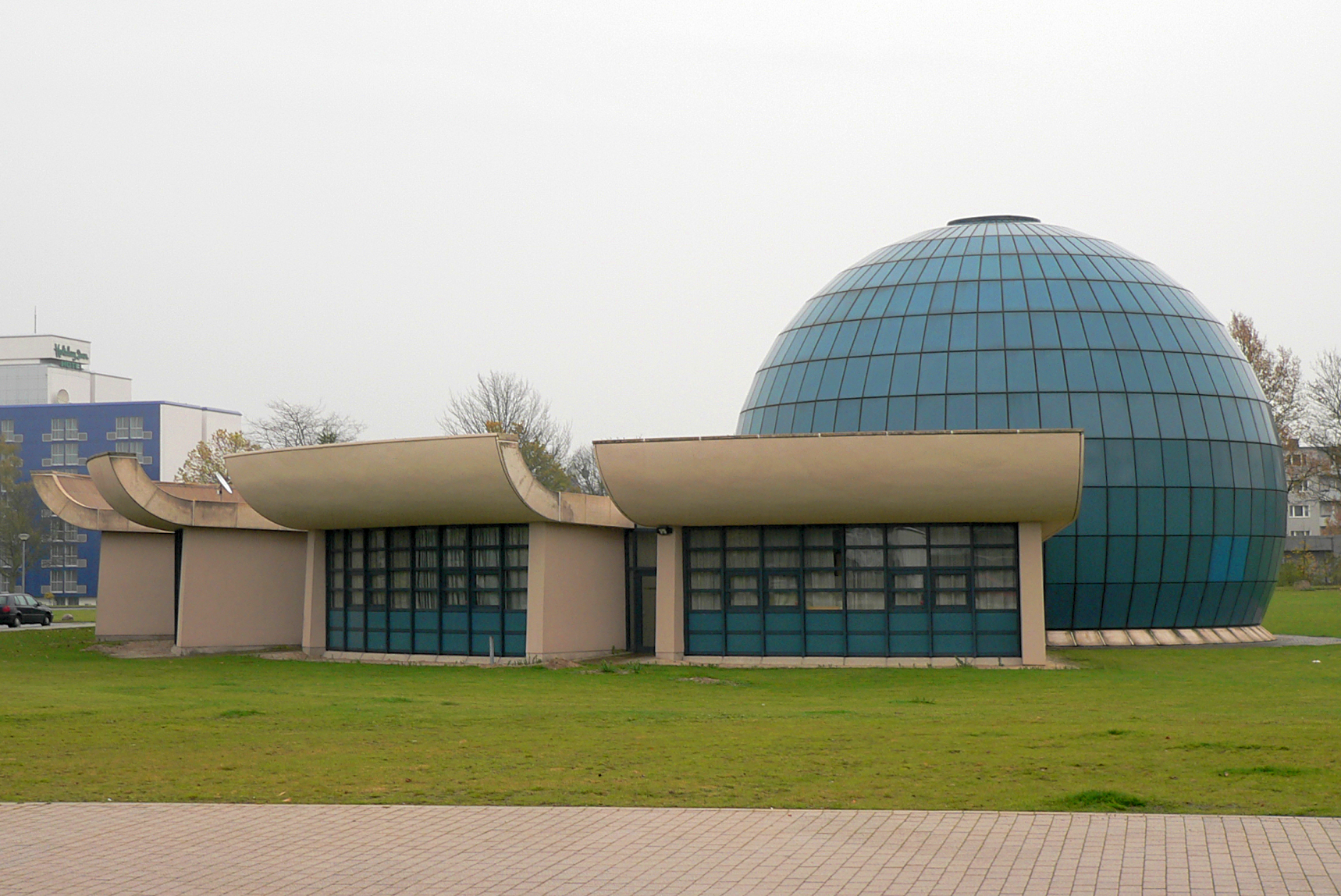
Вольфсбурзький планетарій

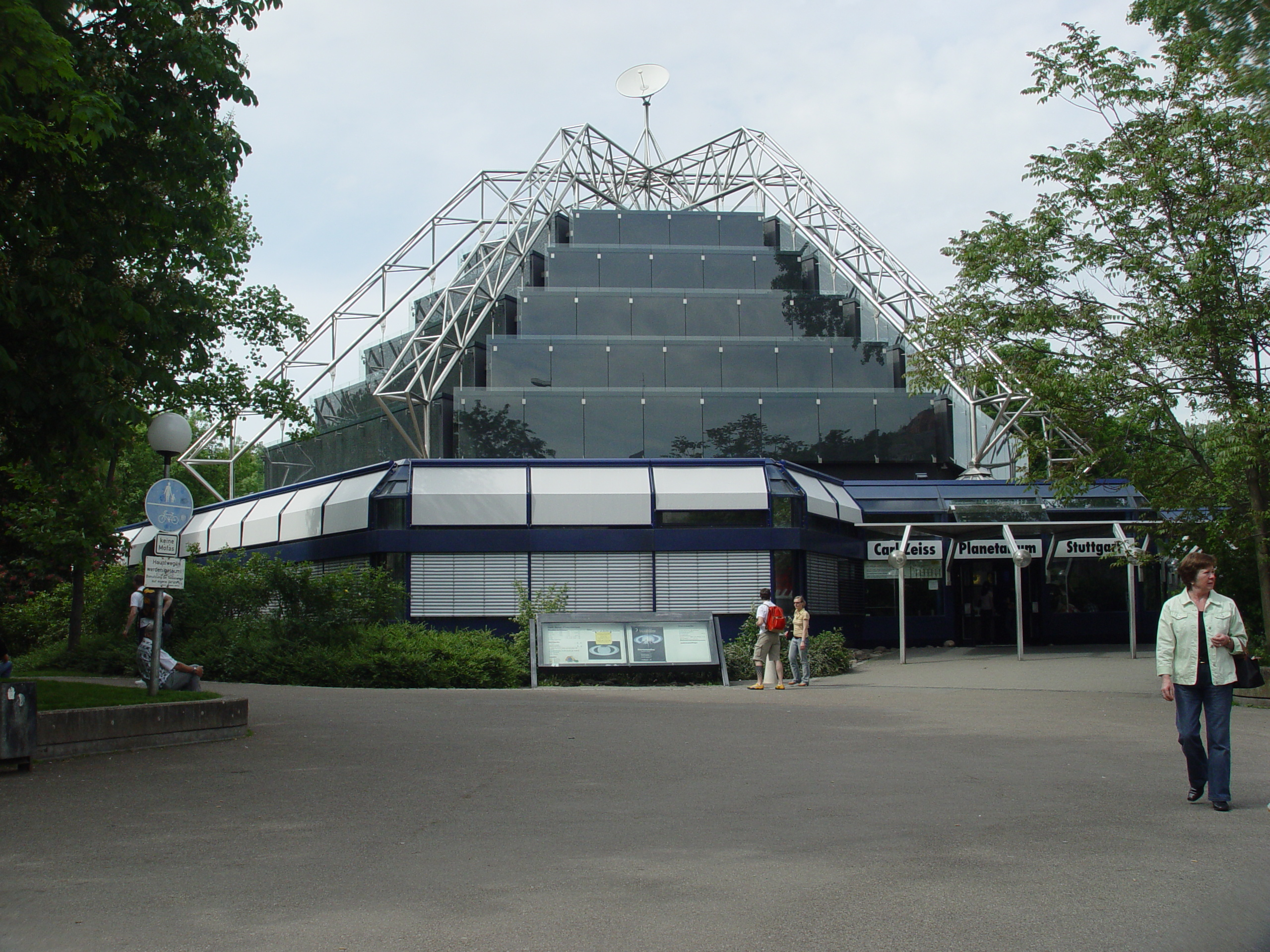
Планетарій Карла Цайсса в Штутгарті

## Великі планетарії

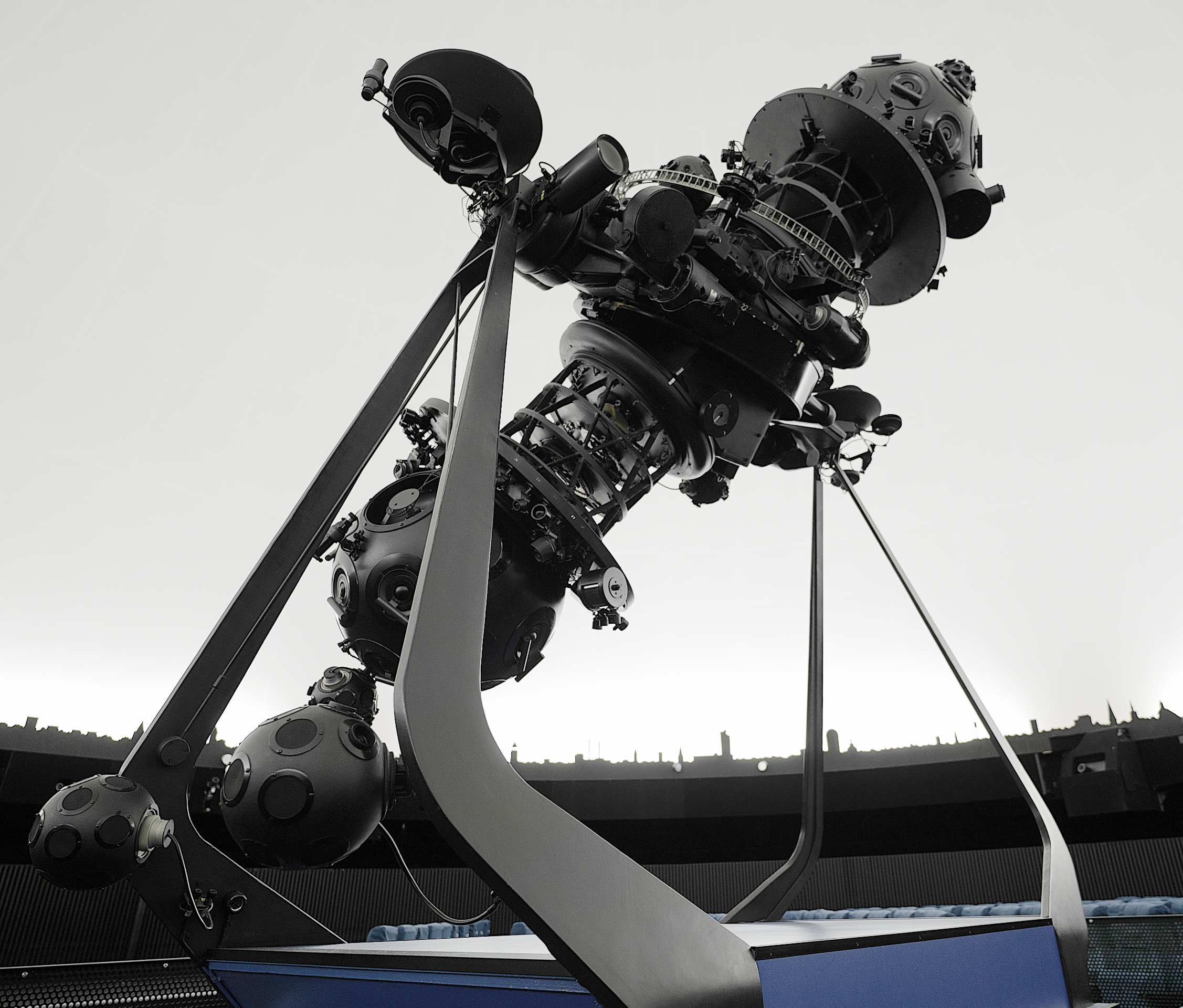
Модель проєктора планетарію Zeiss V 1965 року

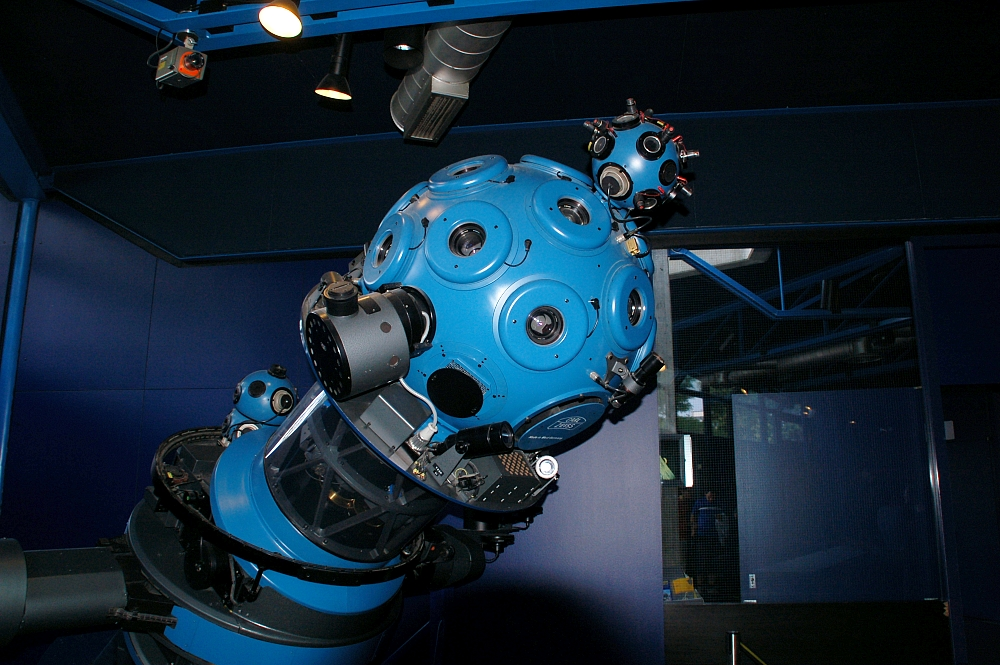
Проєктор Zeiss Model VI 1968 року

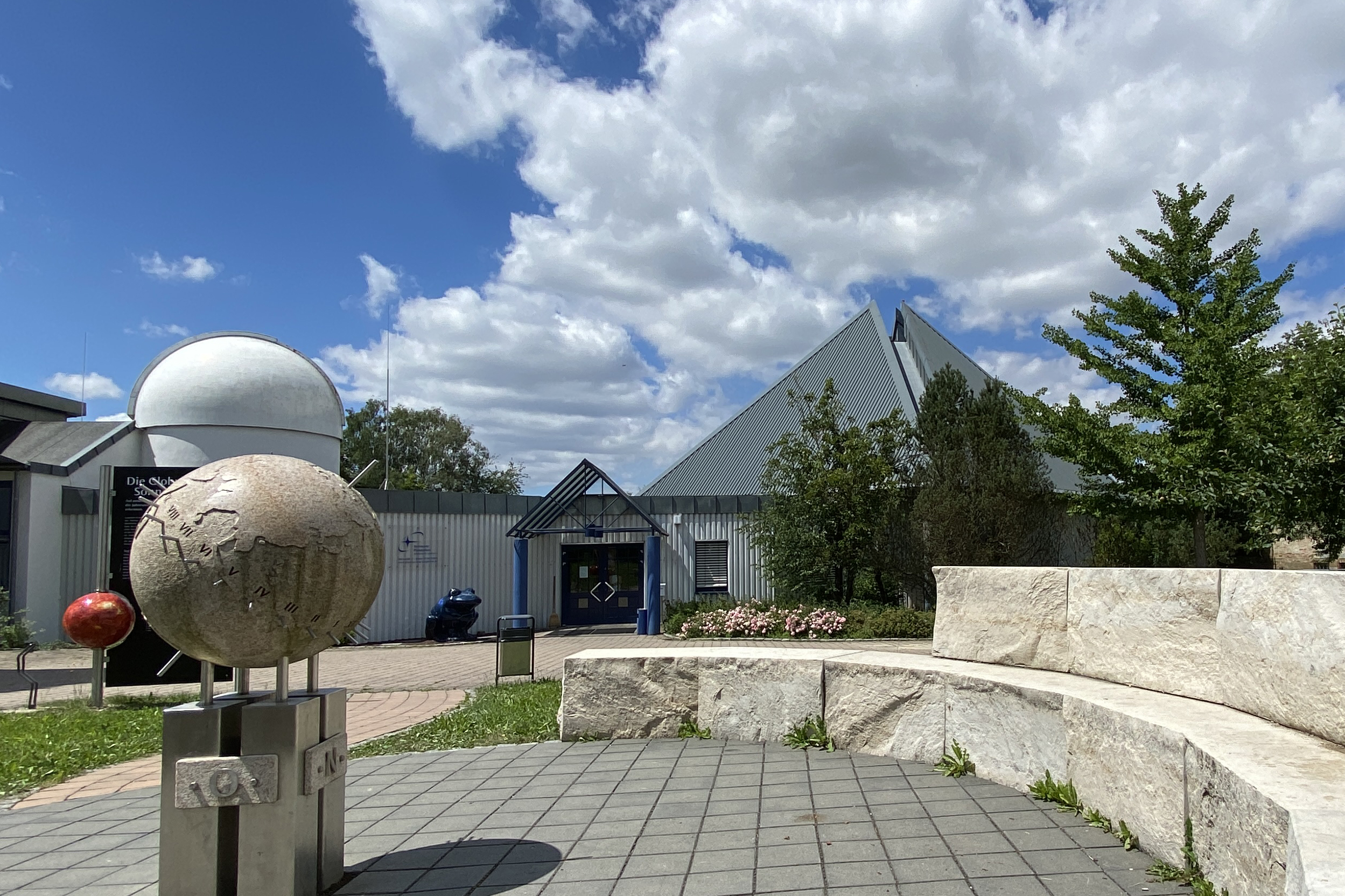
Лаупергаймський планетарій із сонячним годинником-глобусом на передньому плані

Великими планетаріями в Німеччині традиційно вважають планетарії з діаметром купола 18 метрів і більше. Нижче перелічені великі планетарії Німеччини і вказана їхня річна кількість відвідувачів.
| Розташування | Назва                                                   | Відвідувачів   |
| ------------ | ------------------------------------------------------- | -------------- |
| Берлін       | Планетарій на Інзуланері                                | 67 271 (2022)  |
| Берлін       | Цайссівський великий планетарій                         | 351 024 (2023) |
| Бохум        | Бохумський планетарій                                   | 353 175 (2024) |
| Гамбург      | Гамбурзький планетарій                                  | 319 000 (2023) |
| Гайльбронн   | Науковий купол Experimenta                              | 114 000 (2023) |
| Єна          | Планетарій Цейса                                        | 176 000 (2023) |
| Мангейм      | Мангаймський планетарій                                 | 149 000 (2023) |
| Мюнстер      | Мюнстерський планетарій в Музеї природничої історії LWL | 200 000 (2023) |
| Нюрнберг     | Планетарій Миколая Коперника                            | 78 000 (2017)  |
| Штутгарт     | Планетарій Карла Цайсса                                 | 154 000 (2023) |

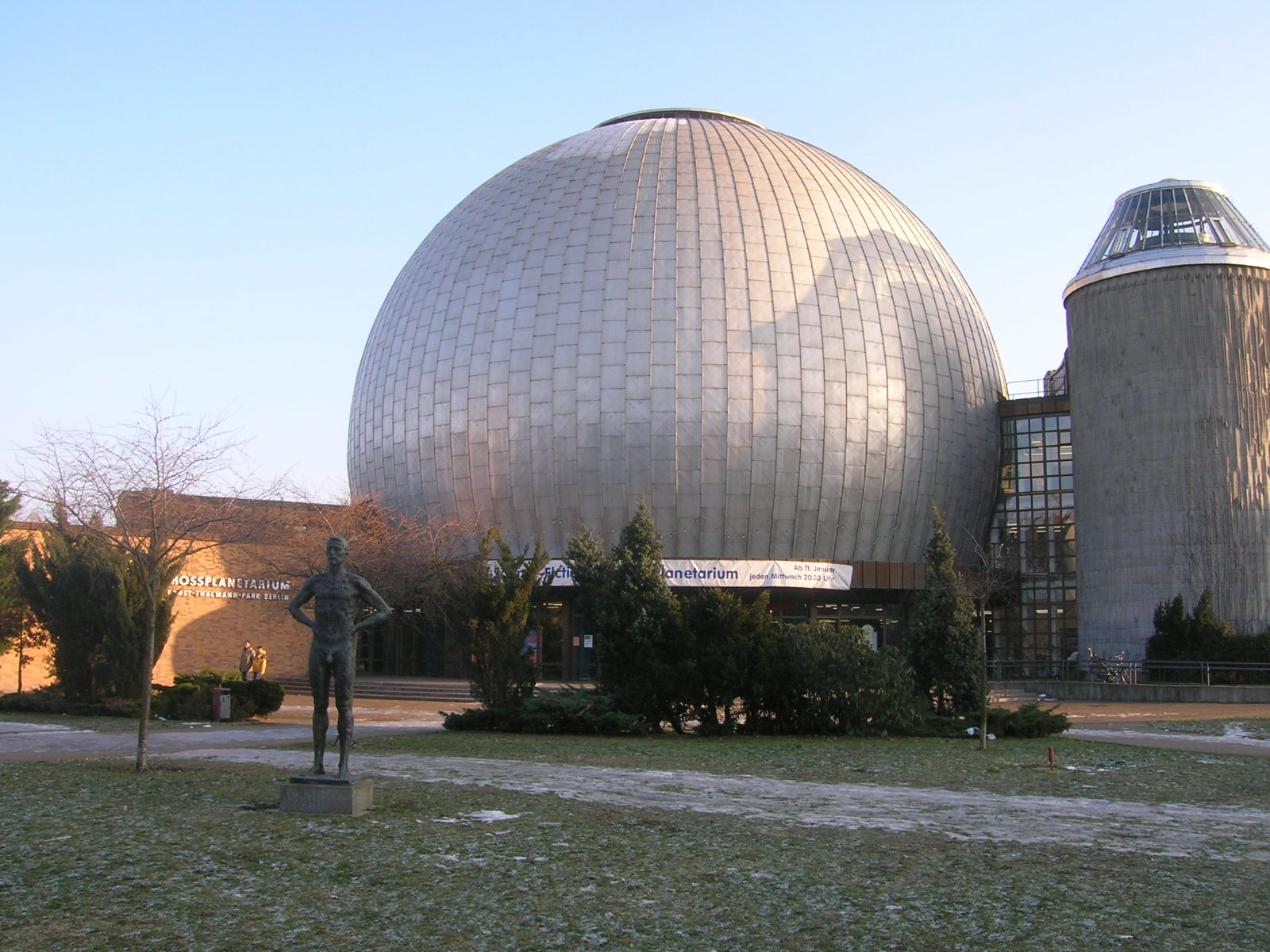
Цайссівський великий планетарій в Берліні
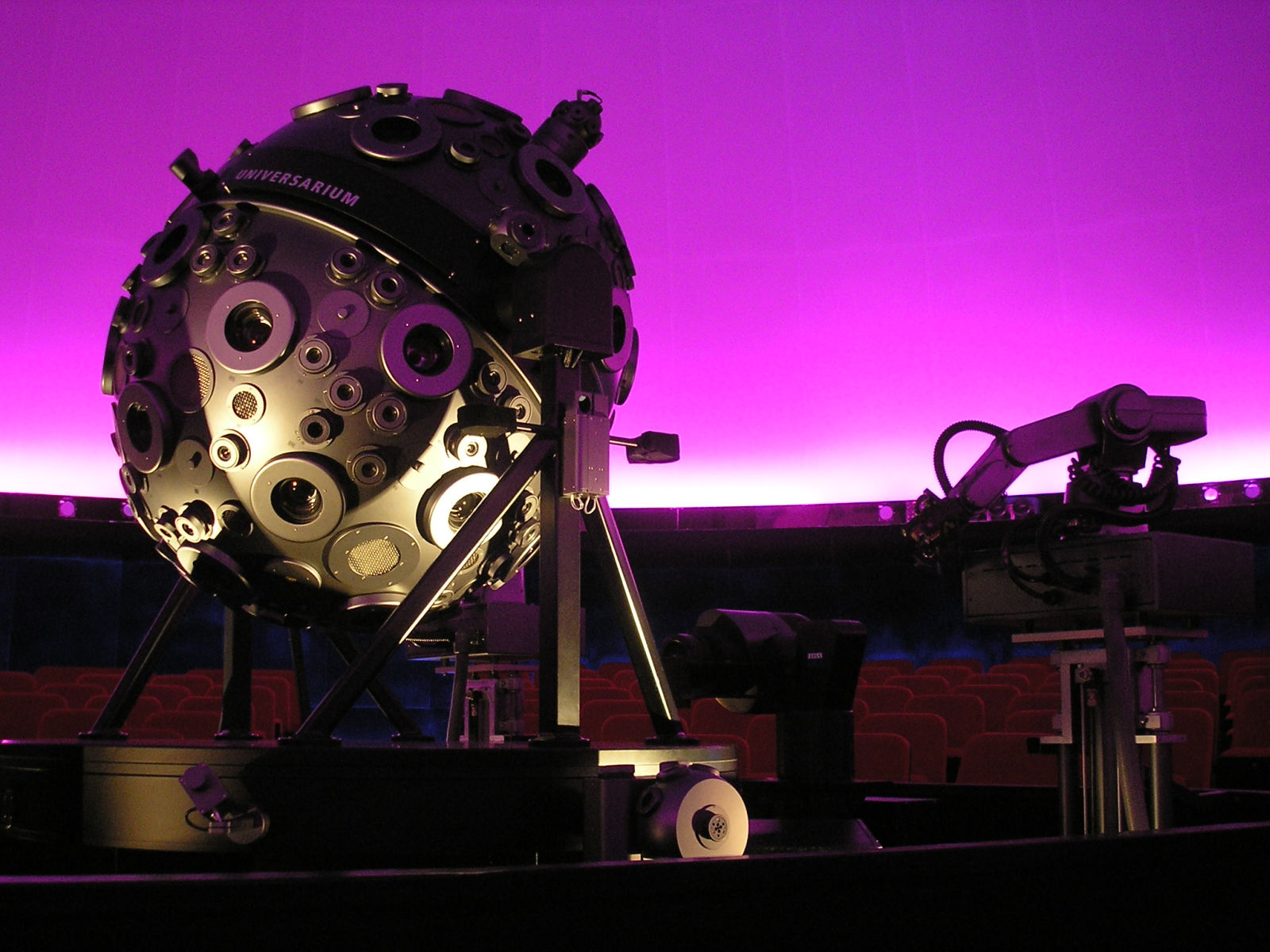
Universarium IX у Гамбурзькому планетарію
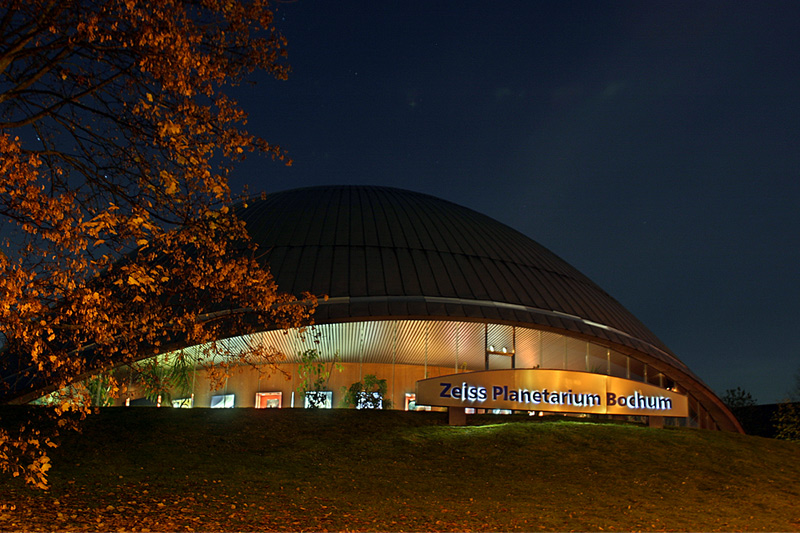
Бохумський планетарій
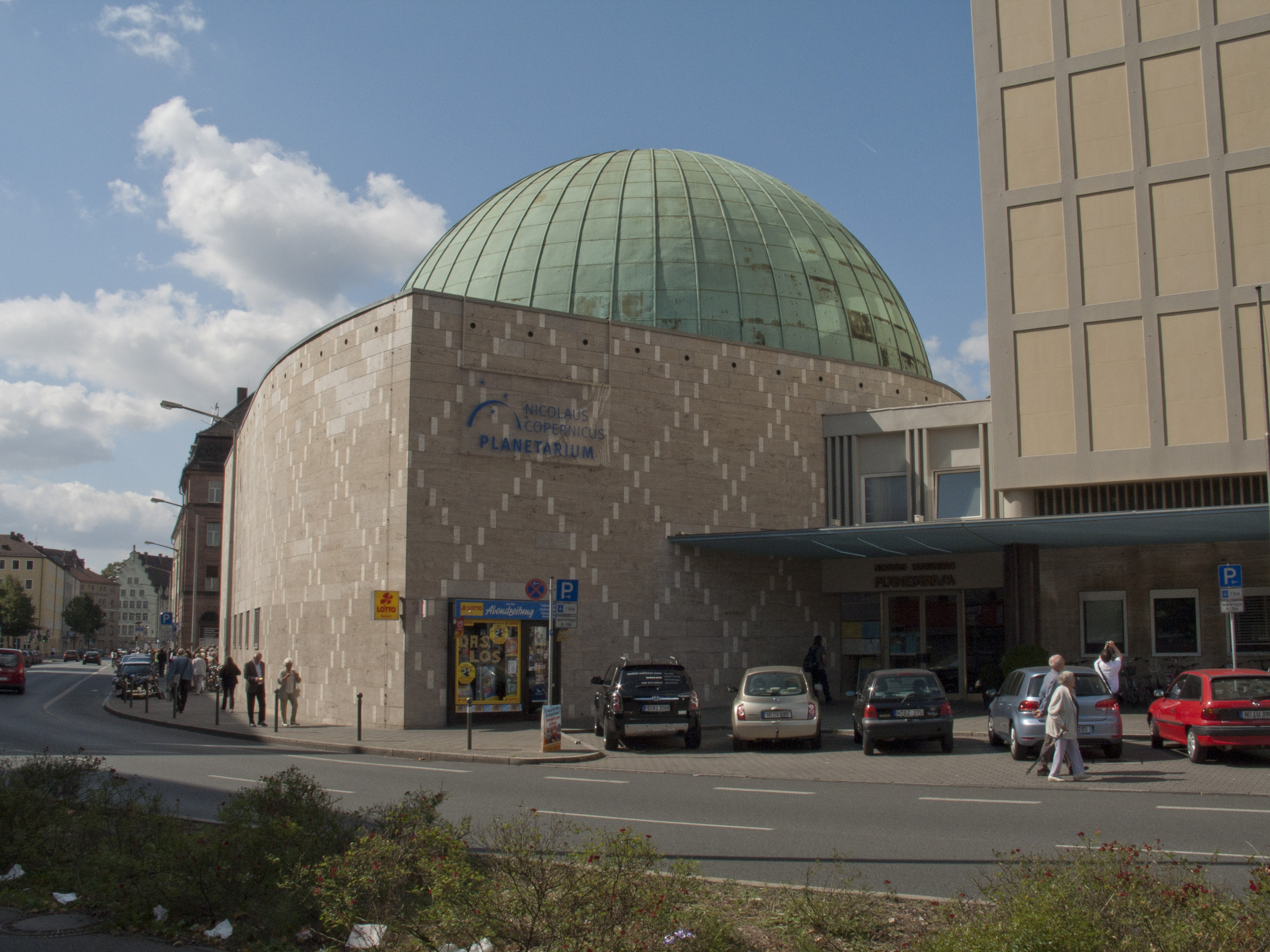
Планетарій Миколая Коперника в Нюрнберзі
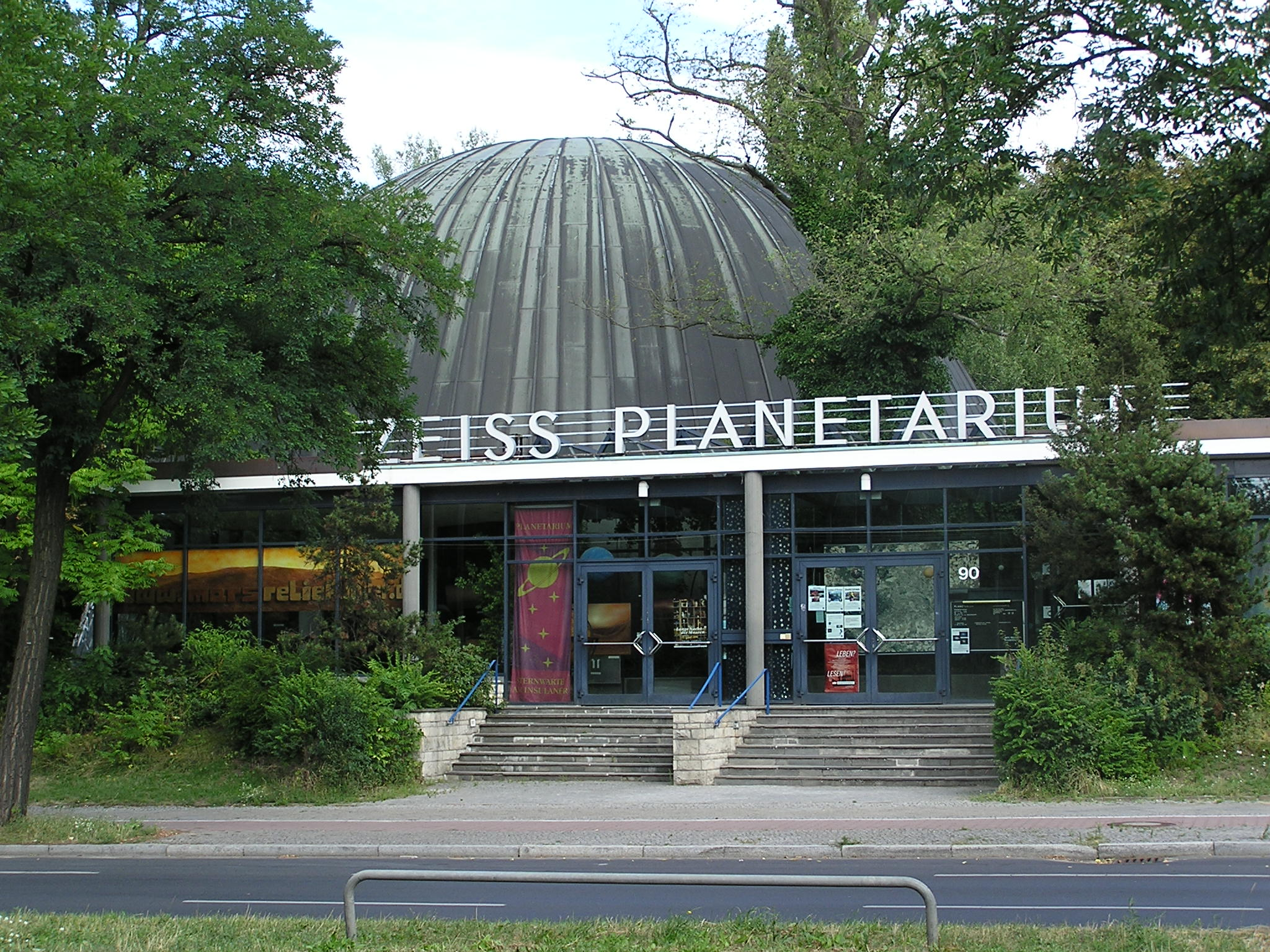
Планетарій на Інзуланері в Берліні
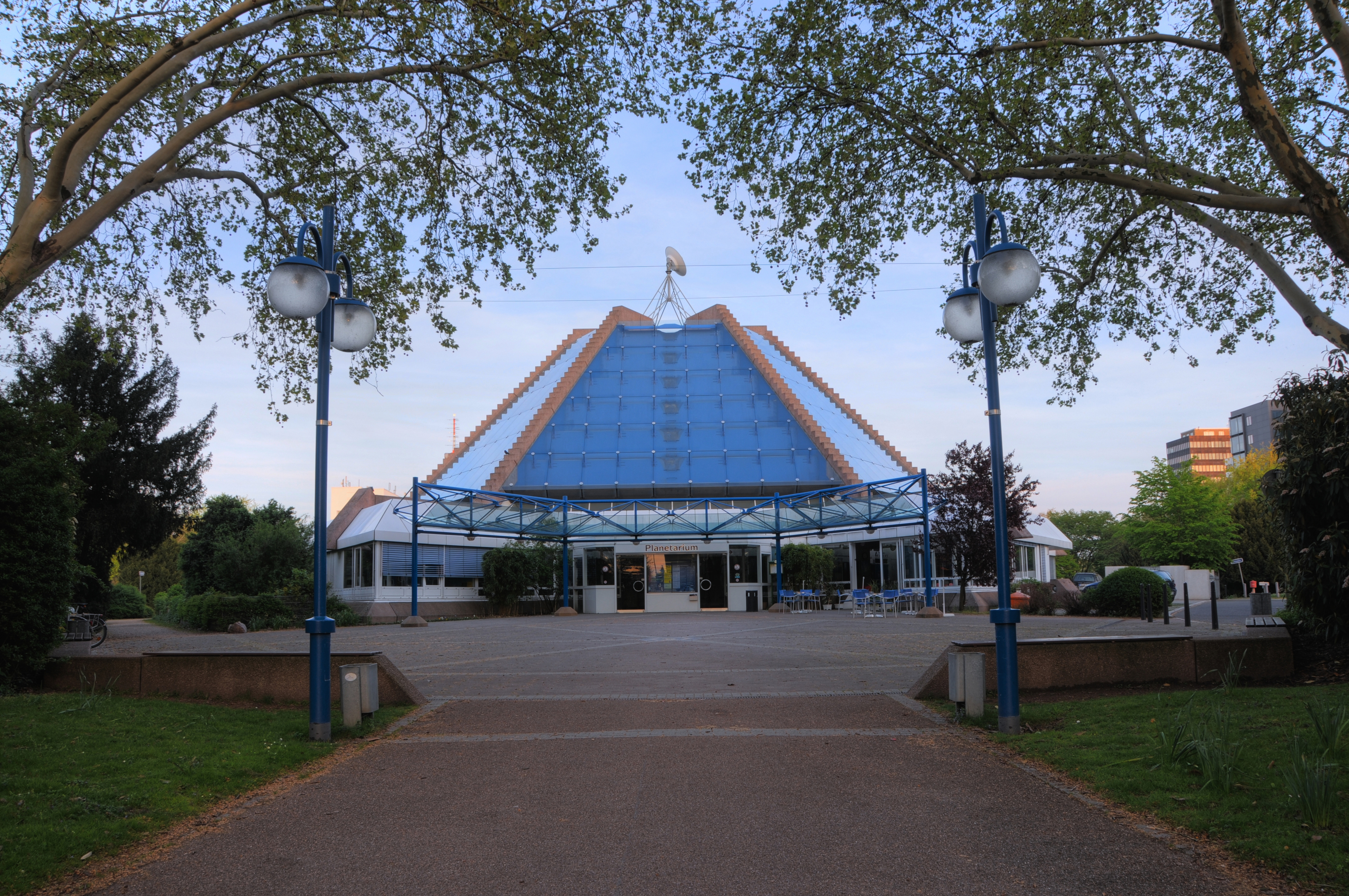
Мангаймський планетарій
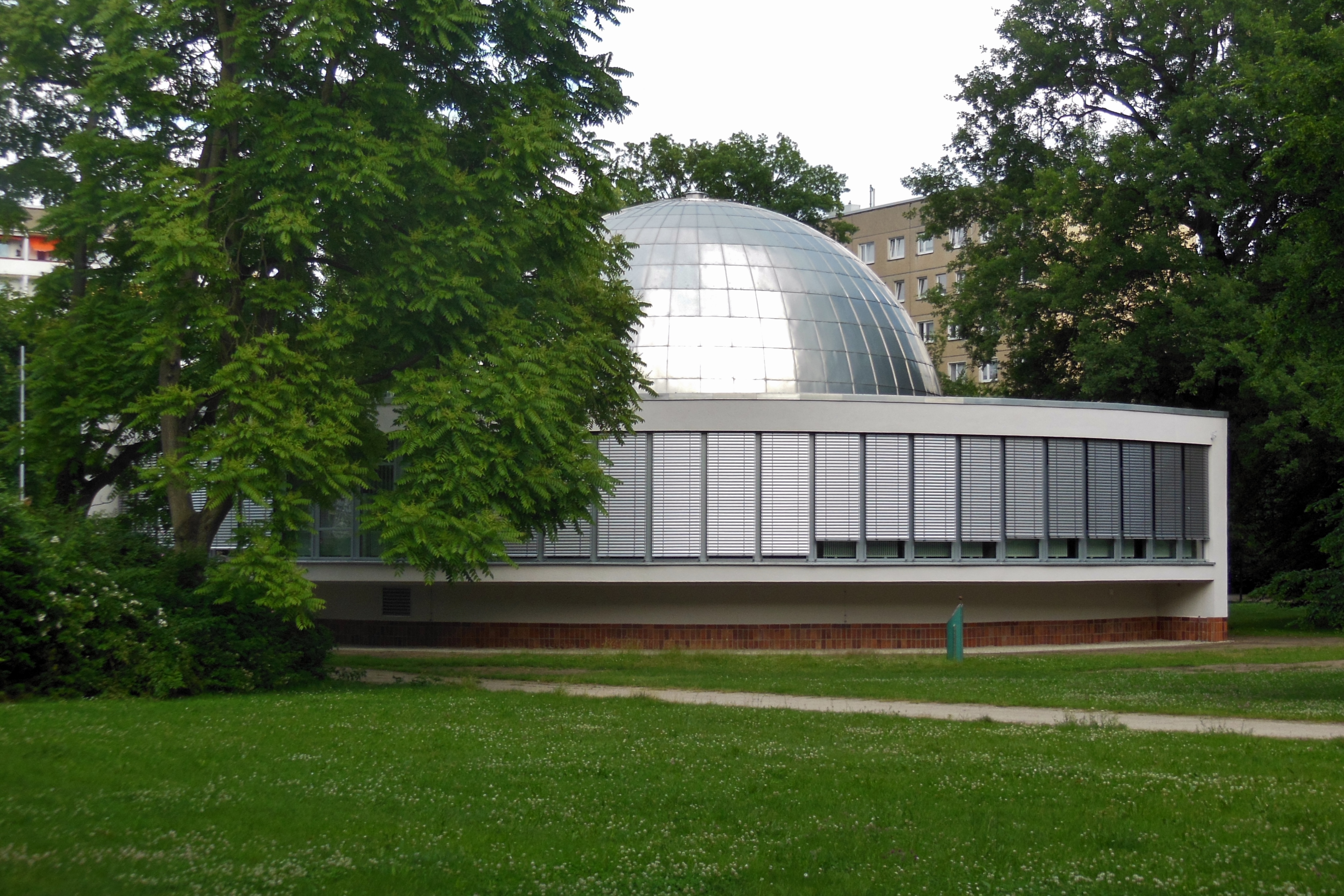
Котбуський космічний планетарій Юрія Гагаріна

## Пояснення списку планетаріїв
У наведеному нижче списку містяться всі загальнодоступні планетарії, які зараз працюють у Німеччині.
- Розташування: вказує місце, де знаходиться планетарій.
- Земля: федеральна земля, в якій знаходиться планетарій.
- Установа: назва планетарію або установи, в якій він знаходиться. Планетарій може бути автономним або підпорядкованим обсерваторії, школі, музею або іншій установі[13].
- Відкриття: дата відкриття нинішнього планетарію. Якщо планетарій раніше знаходився в іншій будівлі, а потім перенесений, це не враховано.
- Проєктор: виробник і марка проєктора. Проєктори для планетаріїв виготовляють різні компанії. Лідером на ринку є компанія Carl Zeiss, яка в 1923 році створила перший у світі проєктор. Модель «Universarium IX» від Zeiss є найпотужнішим планетарієм у світі, нині використовуваним у великих планетаріях[14]. Інші проєктори пропонує компанія RSA Cosmos. У серії Cosmodyssée цей виробник пропонує мобільні пристрої, які в основному використовують в надувних планетаріях[15]. Іншим постачальником проєкторів є компанія Goto, яка виробляє проєктори для куполів розміром до п'яти метрів в діаметрі. У мобільних надувних куполах використовують проєктор Starlab. Окремі планетарії мають проєктори, створені власними силами.
- Діаметр (ø): вказує розмір купола планетарію, на який проєктують небо. Іноді планетарії поділяють за розміром наступним чином: шкільні планетарії діаметром до 5 м, малі планетарії діаметром 5-12 м, середні планетарії діаметром 12-18 м і великі планетарії діаметром понад 18 м[1]. Для мобільних планетаріїв, обладнаних надувним куполом, дані про діаметр виділені курсивом.
- Місць: вказує кількість місць (дані різняться залежно від джерела). Іноді планетарії так поділяють на типи за кількістю місць: так звані шкільні планетарії розраховані на 30 і менше місць, малі планетарії — на 30-100 місць, середні планетарії — на 100—200 місць, а великі планетарії — понад 200 місць[1].
- Розташування: визначає розташування місць в планетарії. Це можуть бути сидіння, які частково обертаються, або лежачі місця. Майданчики можуть також мати нахил-переважно при односпрямований розташування — також.
  - концентричне: місця розташовані півколом навколо центрального проєктору. Горизонт відображається за допомогою краю купола. Це розташування місць є найкращим для астрономічних шоу, оскільки з будь-якого місця відвідувач може однаково добре оглядати всі напрямки неба. Така конфігурація дозволяє максимально використовувати 360-градусну проєкцію[16].
  - однонаправлене: зоряний проєктор також знаходиться в центрі купола. Проте місця розташовані дугами кіл навколо центральної точки, яка не збігається з центром кімнати. Таке розташування сидінь створює виділений напрямок, де відбувається основна подія. У такій конфігурації майже всі місця мають однакові умови для огляду[16].

- Відвідувачів: Річна кількість відвідувачів планетарію.

## Список планетаріїв
| Розташування                         | Земля                        | Установа                                                          | Оригінальна назва                                             | Відкриття         | Проєктор                                             | Купол              | Місць | Розташування   | Відвідувачів  |
| ------------------------------------ | ---------------------------- | ----------------------------------------------------------------- | ------------------------------------------------------------- | ----------------- | ---------------------------------------------------- | ------------------ | ----- | -------------- | ------------- |
| Айленбург                            | Саксонія                     | Айленбурзька обсерваторія                                         | Sternwarte Eilenburg                                          | 21 жовтня 1965    | Zeiss ZKP 1                                          | 6 м                | 35    | концентричне   |               |
| Аугсбург                             | Баварія                      | Аугсбурзький планетарій ощадкаси                                  | Sparkassen-Planetarium Augsburg                               | 22 лютого 1989    | Sky-Skan DigitalSky                                  | 10 м               | 70    | однонаправлене | 40000 (2018)  |
| Ашерслебен                           | Саксонія-Ангальт             | Ашерслебенський зоопарк                                           | Zoo Aschersleben                                              | 1 жовтня 1976     | Zeiss ZKP 1                                          | 8 м                | 70    | концентричне   | 6000 (2017)   |
| Бад-Зальцунген                       | Тюрингія                     | Бад-зальцунгенський планетарій                                    | Planetarium Bad Salzungen                                     | 4 жовтня 1984     | Zeiss ZKP 1                                          | 8 м                | 60    | концентричне   | 15000         |
| Бад-Зоден-Аллендорф (мобільний)      | Гессен                       | Шкільний планетарій                                               | Schulplanetarium (mobil)                                      | 2011              | Fulldomedia                                          | 8 м                | 60    | змінне         |               |
| Бад-Тельц                            | Баварія                      | Бад-тельцький планетарій                                          | Planetarium Bad Tölz                                          | 2014              | Zeiss ZKP 2                                          | 6 м                | 35    | концентричне   | 900 (2018)    |
| Бауцен                               | Саксонія                     | Шкільна обсерваторія Йоганна Франца                               | Sternwarte Bautzen                                            | 1 січня 1982      | Zeiss ZKP 1                                          | 6 м                | 40    | концентричне   | 3600 (2019)   |
| Бенцин (мобільний)                   | Мекленбург-Передня Померанія | Мобільний планетарій eduDome                                      | Mobiles Planetarium – eduDome                                 | 1 серпня 2020     | Fulldome-Eigenbau                                    | 5 м                | 20    | змінне         |               |
| Берлін                               | Берлін                       | Обсерваторія Архенгольда                                          | Archenhold-Sternwarte                                         | 26 травня 1959    | Zeiss ZKP 2                                          | 8 м                | 38    | концентричне   | 25000 (2019)  |
| Берлін                               | Берлін                       | Планетарій на Інзуланері                                          | Planetarium am Insulaner                                      | 18 червня 1965    | Zeiss Modell Vb / E&S Digistar / Zeiss Uniview       | 20 м               | 291   | однонаправлене | 67000 (2022)  |
| Берлін                               | Берлін                       | Цайссівський великий планетарій                                   | Zeiss-Großplanetarium                                         | 9 жовтня 1987     | Zeiss Universarium IX / E&S Digistar                 | 23 м               | 307   | однонаправлене | 351000 (2023) |
| Берлін (мобільний)                   | Берлін                       | Мобільний науковий театр INTENSE                                  | INTENSE - Das mobile Wissenschaftstheater                     | 2017              | E&S Digistar                                         | 8 м                | 30    | змінне         |               |
| Бохум                                | Північний Рейн-Вестфалія     | Бохумський планетарій                                             | Planetarium Bochum                                            | 6 листопада 1964  | Zeiss Universarium IX / Zeiss Uniview                | 20 м               | 260   | однонаправлене | 342000 (2023) |
| Бремен                               | Бремен                       | Планетарій Ольберса                                               | Olbers-Planetarium                                            | 23 січня 1952     | Eigenbau (Zeiss Software)                            | 6 м                | 35    | концентричне   | 29000 (2019)  |
| Бремергафен                          | Бремен                       | Планетарій в Інституті Альфреда Вегенера                          | Planetarium im Alfred-Wegener-Institut                        | 12 квітня 1961    | Zeiss ZKP 1                                          | 6 м                | 30    | концентричне   |               |
| Бремергафен (мобільний)              | Бремен                       | Бремергафенська Феномента                                         | Phänomenta Bremerhaven                                        | 2011              | RSA Cosmos Cosmodyssée                               | 5 м                | 20    | змінне         |               |
| Бург                                 | Саксонія-Ангальт             | Бурзький планетарій                                               | Planetarium Burg                                              | 2 жовтня 1974     | Zeiss ZKP 1                                          | 6 м                | 30    | концентричне   |               |
| Ванген                               | Саксонія-Ангальт             | Arche Nebra                                                       | Arche Nebra                                                   | 20 червня 2007    | Sky-Skan DigitalSky                                  | 7 м (нахил 28°)    | 42    | однонаправлене | 61000 (2019)  |
| Вернігероде                          | Саксонія-Ангальт             | Гарцький планетарій Вернінероде                                   | Harzplanetarium Wernigerode                                   | 3 жовтня 1972     | Zeiss ZKP 1 / Fulldome-Eigenbau (Stellarium)         | 8 м                | 70    | концентричне   | 3000 (2016)   |
| Вінцер                               | Баварія                      | Вінцерська обсерваторія                                           | Sternwarte Winzer                                             | 2007              | Fulldome-Eigenbau (Stellarium)                       | 4 м                | 17    | концентричне   |               |
| Віттенберг                           | Саксонія-Ангальт             | Освітній центр Лінденфельд                                        | Bildungszentrum Lindenfeld                                    | 1 вересня 1987    | Zeiss ZKP 1                                          | 6 м                | 35    | концентричне   |               |
| Вольфсбург                           | Нижня Саксонія               | Вольфсбурзький планетарій                                         | Planetarium Wolfsburg                                         | 1 грудня 1983     | Zeiss ZMP Starmaster / Zeiss Uniview / E&S Digistar  | 15 м               | 144   | концентричне   | 50000 (2019)  |
| Гайдельберг                          | Баден-Вюртемберг             | Будинок астрономії                                                | Haus der Astronomie                                           | 16 грудня 2011    | Zeiss Uniview                                        | 12,2 м (нахил 20°) | 101   | однонаправлене |               |
| Гайльбронн                           | Баден-Вюртемберг             | Experimenta                                                       | experimenta Heilbronn                                         | 31 березня 2019   | Zeiss Universarium IX / E&S Digistar / Zeiss Uniview | 21,5 м (нахил 20°) | 150   | однонаправлене | 114000 (2023) |
| Галле                                | Саксонія-Ангальт             | Астрономічна станція Йоганна Кеплера                              | Astronomische Station Johannes Kepler Kanena                  | 6 жовтня 1963     | Zeiss ZKP 1                                          | 8 м                | 50    | концентричне   |               |
| Галле                                | Саксонія-Ангальт             | Космічний планетарій Зигмунда Єна                                 | Planetarium Halle                                             | 30 березня 2023   | Zeiss ZKP 4 / E&S Digistar                           | 12 м               | 110   | концентричне   |               |
| Гамбург                              | Гамбург                      | Гамбурзький планетарій                                            | Planetarium Hamburg                                           | 22 квітня 1930    | Zeiss Universarium IX / E&S Digistar                 | 20,6 м             | 254   | концентричне   | 319000 (2023) |
| Гархінг-бай-Мюнхен                   | Баварія                      | Планетарій і центр для відвідувачів «Наднова» ESO                 | ESO Supernova Planetarium & Besucherzentrum                   | квітня 2018       | E&S Digistar / Zeiss Uniview                         | 14 м (нахил 25°)   | 109   | однонаправлене |               |
| Гархінг-бай-Мюнхен (мобільний)       | Баварія                      | Інститут астрофізики імені Макса Планка                           | Max-Planck-Institut für Astrophysik                           | 2011              | Digitalis Digitarium Gamma Portable                  | 5 м                | 25    | змінне         |               |
| Гера                                 | Тюрингія                     | Герський астрономічний центр                                      | Astronomisches Zentrum Gera                                   | 2017              | Vioso Fulldome 2k / Sureyyasoft / OpenSpace          | 4 м                | 27    | концентричне   | 2500 (2023)   |
| Герліц                               | Саксонія                     | Обсерваторія Скультетус                                           | Scultetus-Sternwarte                                          | 2 вересня 1989    | Zeiss ZKP 1                                          | 8 м                | 80    | концентричне   | 5000 (2018)   |
| Герне                                | Північний Рейн-Вестфалія     | Обсерваторія Герне                                                | Sternwarte Herne                                              | 22 вересня 1991   | Fulldome-Eigenbau (Stellarium)                       | 4,5 м              | 22    | концентричне   |               |
| Герцберг                             | Бранденбург                  | Герцберзький планетарій                                           | Planetarium Herzberg                                          | 17 грудня 1965    | Zeiss ZKP 2                                          | 8 м                | 50    | концентричне   | 4000 (2013)   |
| Глюксбург                            | Шлезвіг-Гольштейн            | Планетарій Менке                                                  | Menke-Planetarium Glücksburg                                  | 1969              | E&S Digistar                                         | 6 м                | 50    | концентричне   | 8000 (2016)   |
| Гоєрсверда                           | Саксонія                     | Гоєрсвердський планетарій                                         | Planetarium Hoyerswerda                                       | 7 жовтня 1969     | Zeiss ZKP 1                                          | 8 м                | 60    | концентричне   |               |
| Гота                                 | Тюрингія                     | Кооперативна універсальна школа Готи                              | Kooperative Gesamtschule Gotha                                | 24 жовтня 1989    | Eigenbau optomechanisch                              | 4,8 м              | 14    | концентричне   | 2500 (2018)   |
| Грісгайм                             | Гессен                       | Лернарій                                                          | Lernarium                                                     | 2017              | Fulldome-Eigenbau (Stellarium)                       | 6 м                | 30    | змінне         |               |
| Грюнендайх                           | Нижня Саксонія               | Будинок морського пейзажу Нижньої Ельби                           | Haus der Maritimen Landschaft Unterelbe                       | 25 листопада 1980 | Zeiss ZKP 2                                          | 6,3 м              | 30    | концентричне   |               |
| Далевіц                              | Бранденбург                  | Далевіцька шкільна й народна обсерваторія                         | Schul- und Volkssternwarte Dahlewitz                          | 24 квітня 2007    | Zeiss ZKP 1                                          | 6 м                | 20    | однонаправлене |               |
| Дессау-Росслау                       | Саксонія-Ангальт             | Астрономічна станція Самуеля Генріха Швабе                        | Astronomische Station „Samuel Heinrich Schwabe“               | 12 квітня 1967    | Zeiss ZKP 2P / Sureyyasoft                           | 8 м                | 42    | концентричне   |               |
| Деммін                               | Мекленбург-Передня Померанія | Деммінський планетарій                                            | Planetarium Demmin                                            | 20 травня 1981    | Zeiss ZKP 2 / Fulldome-Eigenbau                      | 6 м                | 35    | концентричне   |               |
| Дідорф                               | Баварія                      | Обсерваторія Дідорф                                               | Sternwarte Diedorf                                            | 1982              | Eigenbau optomechanisch (LEDs an der Kuppel)         | 8 м                | 50    | концентричне   | 2000 (2015)   |
| Дітерскірхен                         | Баварія                      | Народна обсерваторія та планетарій в Дітерскірхені                | Volkssternwarte mit Planetarium Dieterskirchen                | 26 липня 2014     | Astrogeräte Berger Polaris MK1 / Sky-Skan DigitalSky | 6 м                | 25    | концентричне   | 3000 (2019)   |
| Дребах                               | Саксонія                     | Дребаська народна обсерваторія                                    | Volkssternwarte und Zeiss-Planetarium Drebach                 | 1 червня 1986     | Zeiss ZKP 3 / Zeiss Uniview                          | 11 м               | 70    | концентричне   | 20000         |
| Дрезден                              | Саксонія                     | Музей Паліча                                                      | Palitzsch-Museum                                              | 8 травня 2014     | Fulldomedia                                          | 3,5 м              | 15    | змінне         |               |
| Еберманнштадт                        | Баварія                      | Фоєрнштайнська обсерваторія                                       | Sternwarte Feuerstein mit Digital-Planetarium                 | 1 липня 2023      | DigitalSky / FullDome                                | 10 м x 5 м         | 20    | змінне         |               |
| Еркрат                               | Північний Рейн-Вестфалія     | Еркратський стеларій                                              | Stellarium Erkrath                                            | 1 серпня 1980     | Sky-Skan DigitalSky                                  | 10 м (нахил 10°)   | 62    | однонаправлене | 23000 (2018)  |
| Єна                                  | Тюрингія                     | Планетарій Цейса                                                  | Zeiss-Planetarium Jena                                        | 18 липня 1926     | Zeiss Universarium VIII / Zeiss Uniview              | 23 м               | 261   | однонаправлене | 176000 (2023) |
| Зессенбах                            | Рейнланд-Пфальц              | Sternwarte Sessenbach                                             | Sternwarte Sessenbach                                         | 2008              | Digitalis Digitarium Alpha 2                         | 5 м                | 30    | концентричне   |               |
| Зессенбах (мобільний)                | Рейнланд-Пфальц              | Sternwarte Sessenbach                                             | Sternwarte Sessenbach                                         | 2004              | Digitalis Digitarium Alpha 2                         | 5 м                | 32    | змінне         |               |
| Золінген                             | Північний Рейн-Вестфалія     | Галілеум                                                          | Galileum Solingen                                             | 5 липня 2019      | Goto Chronos II / RSA Cosmos InSpace                 | 12 м               | 85    | однонаправлене |               |
| Зуль                                 | Тюрингія                     | Зульська шкільна й народна обсерваторія Константина Ціолковського | Schul- und Volkssternwarte „Konstantin E. Ziolkowski“ Suhl    | 14 червня 1969    | Zeiss ZKP 2 / Fulldome-Eigenbau                      | 8 м                | 60    | концентричне   |               |
| Кассель                              | Гессен                       | Кассельський планетарій                                           | Planetarium Kassel                                            | 30 квітня 1992    | Zeiss ZKP 4 / Zeiss Uniview                          | 10 м               | 60    | концентричне   | 40000 (2019)  |
| Кельн                                | Північний Рейн-Вестфалія     | Кельнський планетарій                                             | Planetarium Köln                                              | 1 грудня 1965     | Zeiss ZKP 1 / Sureyyasoft                            | 6 м                | 30    | концентричне   |               |
| Кіль                                 | Шлезвіг-Гольштейн            | Mediendom                                                         | Mediendom                                                     | 17 вересня 2003   | E&S Digistar                                         | 9 м                | 64    | концентричне   | 42000 (2011)  |
| Котбус                               | Бранденбург                  | Котбуський космічний планетарій Юрія Гагаріна                     | Raumflugplanetarium „Juri Gagarin“                            | 26 квітня 1974    | Goto Chronos II / RSA Cosmos InSpace                 | 12,5 м             | 91    | однонаправлене | 20000 (2016)  |
| Кронсгаген                           | Шлезвіг-Гольштейн            | Кронсгагенська обсерваторія                                       | Sternwarte Kronshagen                                         | 8 березня 1984    | Goto EX 3                                            | 3 м                | 15    | концентричне   |               |
| Лаупгайм                             | Баден-Вюртемберг             | Лаупергаймський планетарій                                        | Planetarium Laupheim                                          | 15 травня 1990    | Zeiss ZKP 4 / Zeiss Uniview                          | 10 м               | 62    | однонаправлене | 40000         |
| Ліхтенштайн                          | Саксонія                     | Мінікосмос                                                        | Minikosmos Lichtenstein                                       | 26 січня 2007     | Zeiss ZKP 4 / Zeiss Uniview                          | 12,2 м             | 74    | концентричне   |               |
| Любц                                 | Мекленбург-Передня Померанія | Любцький планетарій                                               | Planetarium Lübz                                              | 31 травня 1980    | Zeiss ZKP 1                                          | 8 м                | 50    | концентричне   |               |
| Мангайм                              | Баден-Вюртемберг             | Мангаймський планетарій                                           | Planetarium Mannheim                                          | 2 грудня 1984     | Zeiss Universarium IX / Zeiss Uniview                | 20 м               | 220   | концентричне   | 149000 (2023) |
| Мерзебург                            | Саксонія-Ангальт             | Мерзебурзький планетарій                                          | Planetarium Merseburg                                         | 7 жовтня 1969     | Zeiss ZKP 1 / Vioso Fulldome 2k                      | 8 м                | 50    | однонаправлене | 7000 (2017)   |
| Мюнстер                              | Північний Рейн-Вестфалія     | Музеї природничої історії LWL                                     | LWL-Museum für Naturkunde                                     | 13 листопада 1981 | Goto Orpheus / E&S Digistar                          | 20 м               | 225   | однонаправлене | 200000 (2023) |
| Мюнхен                               | Баварія                      | Баварська народна обсерваторія                                    | Bayerische Volkssternwarte München                            | 31 травня 1972    | Zeiss ZKP 1                                          | 4,3 м              | 32    | концентричне   |               |
| Мюнхен                               | Баварія                      | Планетарій в Німецькому музеї                                     | Planetarium im Deutschen Museum                               | 7 травня 1925     | Zeiss ZKP 4 / Zeiss Uniview                          | 15 м               | 160   | концентричне   |               |
| Ноєнгаус                             | Нижня Саксонія               | Ноєнгауська обсерваторія                                          | Sternwarte Neuenhaus                                          | 10 серпня 2005    | Fulldome-Eigenbau                                    | 5 м                | 35    | концентричне   | 8000 (2019)   |
| Норденгам                            | Нижня Саксонія               | Planetarium Nordenham                                             | Planetarium Nordenham                                         | вересня 1980      | Zeiss ZKP 1                                          | 6 м                | 30    | концентричне   | 500 (2018)    |
| Нюрнберг                             | Баварія                      | Планетарій Миколая Коперника                                      | Nicolaus-Copernicus-Planetarium                               | 11 грудня 1961    | Zeiss Modell V / SkySkan DigitalSky                  | 18 м               | 200   | концентричне   | 78000 (2017)  |
| Оснабрюк                             | Нижня Саксонія               | Шелерберзький музей                                               | Museum am Schölerberg                                         | 25 серпня 1986    | Zeiss ZKP 4 / Sky-Skan DigitalSky                    | 8 м                | 64    | концентричне   |               |
| Потсдам                              | Бранденбург                  | Потсдамський планетарій URANIA                                    | URANIA-Planetarium Potsdam                                    | 15 січня 2007     | Zeiss ZKP 2 / Zeiss Uniview                          | 8 м                | 46    | концентричне   | 12000 (2017)  |
| Пфаффенгофен-ан-дер-Ільм (мобільний) | Баварія                      | Mobiles Planetarium Wieck                                         | Mobiles Planetarium Wieck                                     | 1 березня 2018    | Starlab analog                                       | 5 м                | 30    | змінне         |               |
| Радебойль                            | Саксонія                     | Народна обсерваторія Адольфа Дістервега                           | Volkssternwarte „Adolph Diesterweg“                           | 3 жовтня 1969     | Zeiss ZKP 4 / Vioso Fulldome                         | 8 м                | 60    | концентричне   | 20000 (2014)  |
| Реклінггаузен                        | Північний Рейн-Вестфалія     | Вестфальська народна обсерваторія                                 | Volkssternwarte Recklinghausen                                | 15 жовтня 1966    | Zeiss ZKP 2                                          | 8 м                | 74    | концентричне   | 12000 (2019)  |
| Рендсбург (мобільний)                | Шлезвіг-Гольштейн            | Mobiles Planetarium Globus                                        | Mobiles Planetarium Globus                                    | 2016              | Fulldome.pro DX2                                     | 6 м                | 35    | змінне         |               |
| Родевіш                              | Саксонія                     | Sternwarte und Planetarium «Siegmund Jähn» Rodewisch              | Sternwarte und Planetarium „Siegmund Jähn“ Rodewisch          | 14 квітня 1985    | Zeiss ZKP 2 / Zeiss Uniview                          | 8 м                | 60    | концентричне   | 19000 (2019)  |
| Ройтлінген                           | Баден-Вюртемберг             | Народна обсерваторія і планетарій Ройтлінген                      | Sternwarte Reutlingen                                         | 1967              | Goto E 5                                             | 4 м                | 18    | концентричне   |               |
| Росток                               | Мекленбург-Передня Померанія | Астрономічна обсерваторія Тихо Браге                              | Astronomische Station „Tycho Brahe“                           | 28 серпня 1965    | Zeiss ZKP 1 / Sureyyasoft                            | 6 м                | 30    | концентричне   |               |
| Урзензоллен                          | Баварія                      | Урзензолленський планетарій і народна обсерваторія                | Planetarium mit Sternwarte Ursensollen                        | 12 грудня 2019    | Sky-Skan DigitalSky                                  | 6,6 м (нахил 15°)  | 30    | однонаправлене |               |
| Услар                                | Нижня Саксонія               | Планетарій Гута Штаймке                                           | Planetarium Gut Steimke                                       | 9 травня 2015     | Fulldome-Eigenbau                                    | 6 м                | 32    | концентричне   |               |
| Франкфурт-на-Одері                   | Бранденбург                  | Франкфуртський планетарій                                         | Planetarium Frankfurt                                         | 28 червня 1978    | Zeiss ZKP 2 / Vioso Domemaster                       | 8 м                | 38    | концентричне   |               |
| Фрайбург-ім-Брайсгау                 | Баден-Вюртемберг             | Фрайбурзький планетарій                                           | Planetarium Freiburg                                          | 3 грудня 2002     | Zeiss Starmaster ZMP / Sky-Skan DigitalSky           | 13 м               | 140   | концентричне   | 47000 (2016)  |
| Фульда                               | Гессен                       | Обсерваторія Ганса Нюхтера                                        | Hans-Nüchter-Sternwarte                                       | 11 жовтня 1988    | Fulldome-Eigenbau (Stellarium)                       | 4 м                | 25    | концентричне   |               |
| Фульда                               | Гессен                       | Музей Вондерау                                                    | Vonderau Museum                                               | 17 травня 1990    | Sky-Skan DigitalSky                                  | 6 м                | 34    | концентричне   |               |
| Хемніц                               | Саксонія                     | Хемніцький шкільний планетарій у школі Альберта Швайцера          | Schulplanetarium Chemnitz in der Albert-Schweitzer-Oberschule | 8 вересня 1981    | Zeiss ZKP 2 / Fulldome-Eigenbau                      | 6 м                | 34    | концентричне   |               |
| Цвікау                               | Саксонія                     | Обсерваторія і планетарій Цвікау                                  | Sternwarte und Planetarium Zwickau                            | 1984              | Zeiss ZKP 1                                          | 6 м                | 30    | концентричне   |               |
| Цойленрода-Трібес (мобільний)        | Тюрингія                     | Universe Dimensions — SpaceScience Edutainment                    | Universe Dimensions - SpaceScience Edutainment                | 1996              | Starlab FiberArc / ePlanetarium Discovery Dome       | 7 м                | 60    | змінне         |               |
| Шверін                               | Мекленбург-Передня Померанія | Planetarium Schwerin                                              | Planetarium Schwerin                                          | 2 жовтня 1962     | Zeiss ZKP 2 / Fulldome-Eigenbau                      | 8 м                | 51    | концентричне   | 8000 (2017)   |
| Шинкель (мобільний)                  | Шлезвіг-Гольштейн            | aiRstructures InfinityDome                                        | aiRstructures InfinityDome                                    | 2016              | Vioso Domemaster                                     | 15 м               | 200   | змінне         |               |
| Шкойдіц                              | Саксонія                     | Шкойдіцький астрономічний центр                                   | Astronomisches Zentrum Schkeuditz                             | 13 жовтня 1978    | Zeiss ZKP 2                                          | 8 м                | 60    | концентричне   | 6000          |
| Шнеєберг                             | Саксонія                     | Zeiss-Planetarium und Sternwarte Schneeberg                       | Zeiss-Planetarium und Sternwarte Schneeberg                   | 26 листопада 1976 | Zeiss ZKP 3 / Fulldome-Eigenbau                      | 8 м                | 50    | концентричне   |               |
| Штрайтгайм                           | Баварія                      | Volkssternwarte und Planetarium Streitheim                        | Volkssternwarte und Planetarium Streitheim                    | 1 лютого 2015     | Zeiss ZKP 1                                          | 5 м                | 30    | концентричне   |               |
| Штральзунд                           | Мекленбург-Передня Померанія | Planetarium der Hochschule Stralsund                              | Planetarium der Hochschule Stralsund                          | 1954              | Zeiss ZKP 1                                          | 6 м                | 25    | концентричне   |               |
| Штутгарт                             | Баден-Вюртемберг             | Планетарій Карла Цайсса                                           | Carl-Zeiss-Planetarium Stuttgart                              | 22 квітня 1977    | Zeiss Universarium Modell IX / Zeiss Uniview         | 20 м               | 270   | концентричне   | 154000 (2023) |

## Закриті або зруйновані планетарії
До списку включені планетарії Німеччини, які були зруйновані під час Другої світової війни або закриті з інших причин.
| Розташування         | Земля                        | Установа                                  | Оригінальна назва                   | Відкриття         | Проєктор                 | ø (м) | Місць | Закриття        |
| -------------------- | ---------------------------- | ----------------------------------------- | ----------------------------------- | ----------------- | ------------------------ | ----- | ----- | --------------- |
| Бармен (Вупперталь)  | Північний Рейн-Вестфалія     | Барменський планетарій                    | Planetarium Barmen                  | 18 травня 1926    | Zeiss Modell II          | 24,7  | >600  | 30 травня 1943  |
| Бауцен               | Саксонія                     | Школа Шиллера                             | Schillerschule                      | 25 травня 1964    | Zeiss ZKP 1              | –     | –     | 1981            |
| Берлін               | Берлін                       | Планетарій у Бангофському зоопарку        | Planetarium am Bahnhof Zoo          | 27 листопада 1926 | Zeiss Modell II          | 25    | 420   | 1945            |
| Вустров              | Мекленбург-Передня Померанія | Морська школа                             | Seefahrtschule                      | 1964              | Zeiss ZKP 2 Skymaster    | 6     | 24    | 1992            |
| Галле                | Саксонія-Ангальт             | Космічний планетарій імені Зігмунда Єна   | Raumflug-Planetarium «Sigmund Jähn» | 10 листопада 1978 | Zeiss RFP-DP Spacemaster | 12,5  | 166   | 2013            |
| Ганновер             | Нижня Саксонія               | Анцайгергохгаус                           | Anzeiger-Hochhaus                   | 29 квітня 1928    | Zeiss Modell II          | –     | –     | 28 березня 1945 |
| Дрезден              | Саксонія                     | Міський планетарій                        | Städtisches Planetarium             | 24 липня 1926     | Zeiss Modell II          | –     | –     | 1933            |
| Дюссельдорф          | Північний Рейн-Вестфалія     | Планетарій в Райнгалле                    | Planetarium in der Rheinhalle       | 23 травня 1926    | Zeiss Modell II          | –     | –     | 1943            |
| Єна                  | Тюрингія                     | Будівля фабрики Carl-Zeiss AG             | Carl-Zeiss AG (Fabrikgebäude)       | серпня 1924       | Zeiss Modell I           | 16    | –     | січня 1926      |
| Зенфтенберг          | Бранденбург                  | Зенфтенберзький планетарій                | Planetarium Senftenberg             | 10 вересня 1966   | Zeiss ZKP 1              | 8     | 60    | 2015            |
| Кіль                 | Шлезвіг-Гольштейн            | Університет прикладних наук у Кнупер-Веґу | Fachhochschule im Knooper Weg       | 6 січня 1969      | Zeiss ZKP 2P Skymaster   | 6     | 35    | 15 грудня 2002  |
| Лейпциг              | Саксонія                     | Планетарій в зоопарку                     | Planetarium am Zoo                  | 20 травня 1926    | Zeiss Modell II          | –     | 600   | 4 грудня 1943   |
| Лейпциг              | Саксонія                     | Планетарій в зоопарку                     | Planetarium im Zoo                  | 15 травня 1992    | Zeiss ZKP 2P             | –     | –     | 31 березня 1996 |
| Лінденталь           | Саксонія                     | Школа Альфреда Кестнера                   | Alfred-Kästner-Schule               | 1957              | Eigenbau                 | –     | –     | 1984            |
| Мангайм              | Баден-Вюртемберг             | Планетарій в Луїзенпарку                  | Planetarium im Luisenpark           | 22 березня 1927   | Zeiss Modell II          | 24,5  | 514   | 23 вересня 1943 |
| Мюнхен               | Баварія                      | Технічний форум                           | Forum der Technik                   | 9 грудня 1993     | Zeiss Modell VII         | 20    | 269   | 23 лютого 2005  |
| Мюнхен               | Баварія                      | Планетарій в Німецькому музеї             | Planetarium im Deutschen Museum     | 21 жовтня 1923    | Zeiss Modell I           | 9     | –     | грудня 1923     |
| Нюрнберг             | Баварія                      | Нюрнберзький планетарій                   | Planetarium Nürnberg                | 10 квітня 1927    | Zeiss Modell II          | 23    | –     | 1 грудня 1933   |
| Потсдам              | Бранденбург                  | Планетарій Уранія                         | Urania-Planetarium                  | 1968              | Zeiss ZKP 2              | 8     | 50    | 20 грудня 2006  |
| Фрайбург-ім-Брайсгау | Баден-Вюртемберг             | Планетарій Ріхарда Ференбаха              | Richard-Fehrenbach-Planetarium      | 14 березня 1975   | Eigenbau                 | –     | 80    | 12 березня 2002 |
| Штутгарт             | Баден-Вюртемберг             | Планетарій в Гінденбургбау                | Planetarium im Hindenburgbau        | 16 травня 1928    | Zeiss Modell II          | –     | 500   | 1943            |